# استفنی تیگ
استفنی تیگ (انگلیسی: Stephanie Tague؛ زادهٔ ۱۹۶۶ میلادی) بازیگر اهل انگلستان است.
از فیلم‌ها یا مجموعه‌های تلویزیونی که وی در آن‌ها نقش داشته‌است، می‌توان به خیابان کورونیشن، رابین از شروود و سورل و پسر اشاره نمود.